# Linje 7 (Paris metro)
| Urban head station in tunnel |

| Urban tunnel stop on track |

| Urban tunnel stop on track |

| Urban tunnel station on track |

| Urban tunnel stop on track |

| Urban tunnel stop on track |

| Urban tunnel stop on track |

| Urban tunnel station on track |

| Urban tunnel station on track |

| Urban tunnel stop on track |

| Urban tunnel station on track |

| Urban tunnel stop on track |

| Urban tunnel stop on track |

| Urban tunnel stop on track |

| Urban tunnel station on track |

| Urban tunnel station on track |

| Urban tunnel station on track |

| Urban tunnel station on track |

| Urban tunnel stop on track |

| Urban tunnel station on track |

| Urban tunnel stop on track |

| Urban tunnel stop on track |

| Urban tunnel station on track |

| Urban tunnel stop on track |

| Urban tunnel stop on track |

| Urban tunnel stop on track |

| Urban tunnel station on track |

| Urban tunnel stop on track |

| Urban tunnel stop on track |

|  | Unknown BSicon "utABZgl" | Unknown BSicon "utSTR+r" |

|  | Urban tunnel stop on track | Urban tunnel straight track |

|  | Urban tunnel stop on track | Urban tunnel straight track |

|  | Urban tunnel stop on track | Urban tunnel straight track |

|  | Urban end station in tunnel | Urban tunnel straight track |

|  |  | Urban tunnel station on track |

|  |  | Urban tunnel station on track |

|  |  | Urban tunnel station on track |

|  |  | Urban tunnel stop on track |

|  |  | Urban end station in tunnel |

| Urban head station in tunnel |

| Urban tunnel stop on track |

| Urban tunnel stop on track |

| Urban tunnel station on track |

| Urban tunnel stop on track |

| Urban tunnel stop on track |

| Urban tunnel stop on track |

| Urban tunnel station on track |

| Urban tunnel station on track |

| Urban tunnel stop on track |

| Urban tunnel station on track |

| Urban tunnel stop on track |

| Urban tunnel stop on track |

| Urban tunnel stop on track |

| Urban tunnel station on track |

| Urban tunnel station on track |

| Urban tunnel station on track |

| Urban tunnel station on track |

| Urban tunnel stop on track |

| Urban tunnel station on track |

| Urban tunnel stop on track |

| Urban tunnel stop on track |

| Urban tunnel station on track |

| Urban tunnel stop on track |

| Urban tunnel stop on track |

| Urban tunnel stop on track |

| Urban tunnel station on track |

| Urban tunnel stop on track |

| Urban tunnel stop on track |

|  | Unknown BSicon "utABZgl" | Unknown BSicon "utSTR+r" |

|  | Urban tunnel stop on track | Urban tunnel straight track |

|  | Urban tunnel stop on track | Urban tunnel straight track |

|  | Urban tunnel stop on track | Urban tunnel straight track |

|  | Urban end station in tunnel | Urban tunnel straight track |

|  |  | Urban tunnel station on track |

|  |  | Urban tunnel station on track |

|  |  | Urban tunnel station on track |

|  |  | Urban tunnel stop on track |

|  |  | Urban end station in tunnel |

Paris metrolinje 7 i Paris metro öppnade år 1910 i Paris i Frankrike. Linjen är den tredje mest använda i nätet.  Linjen sammanbinder station La Courneuve – 8 Mai 1945 i norr med Villejuif – Louis Aragon och Mairie d’Ivry i söder via knutpunkten Châtelet. Med en längd av 18,6 km och 38 stationer går linjen helt under jord och är den linjen som har flest stationer. 

## Historia
- 1910: Linje 7 öppnar mellan Opéra och Porte de la Villette.
- 1916: Sträckan Opéra till Palais Royal öppnar.
- 1926: Förlängningen Palais Royal till Pont Marie öppnar.
- 1930: Linjen öppnas mellan Pont Marie och Sully – Morland. Biten Place Monge till Porte de Choisy öppnar.
- 1931: Biten Sully – Morland till Place Monge öppnar. Sträckan Porte de Choisy förlängs till Porte d'Ivry.
- 1946: Sträckan Porte d'Ivry till Mairie d'Ivry öppnar.
- 1979: Förlängningen Porte de la Villette till Fort d'Aubervilliers öppnar.
- 1982: Nya förgreningen Maison Blanche till Le Kremlin-Bicêtre öppnar.
- 1985: Sträckan Le Kremlin-Bicêtre till Villejuif Louis Aragon öppnar.
- 1987: Linjen förlängs slutligen från Fort d'Aubervilliers till La Courneuve – 8 mai 1945.

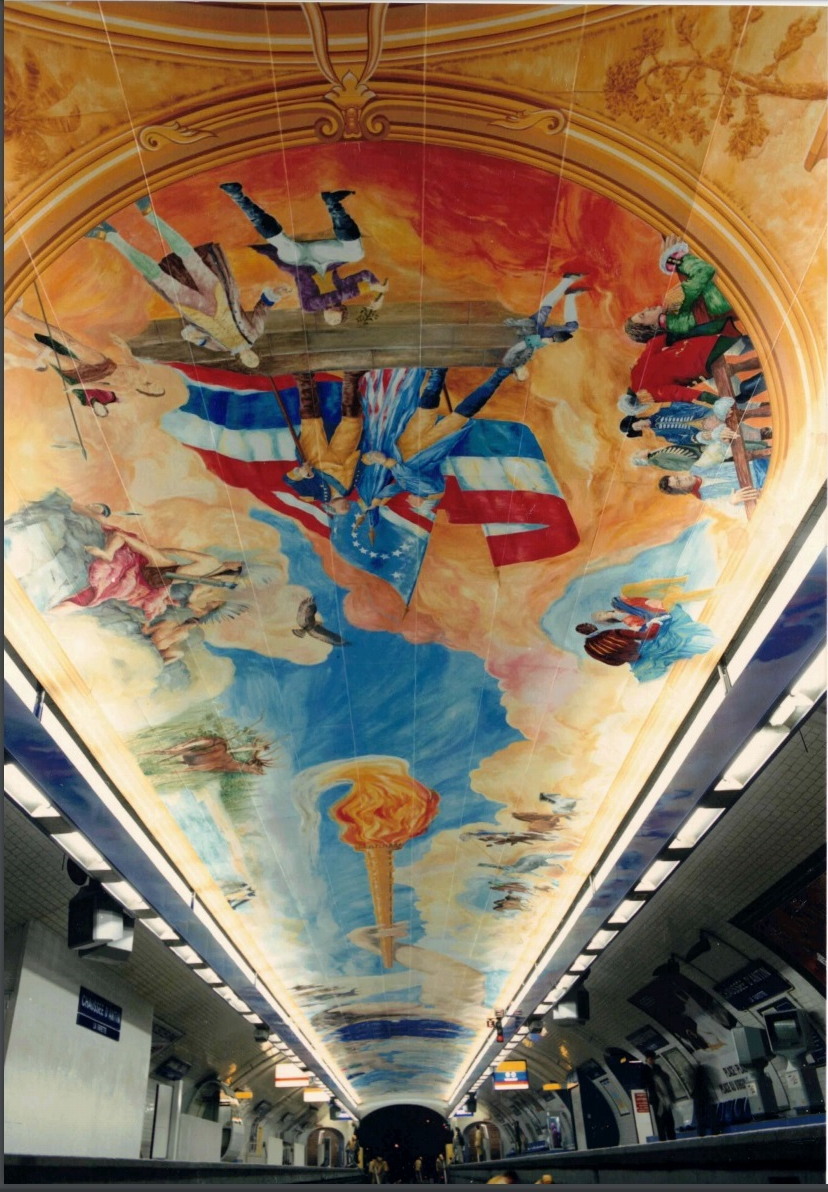
Chaussée d’Antin – La Fayette
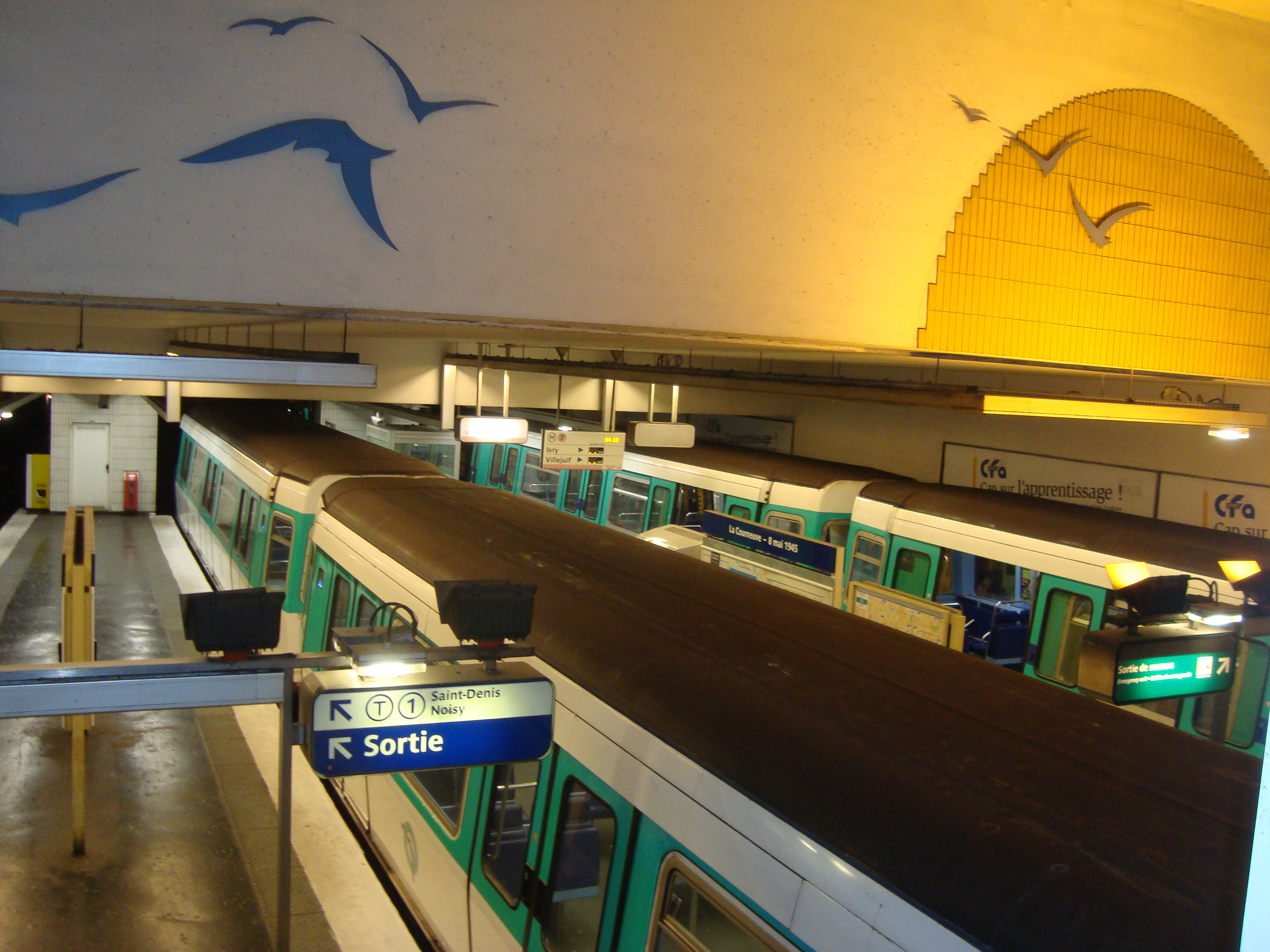
La Courneuve – 8 Mai 1945
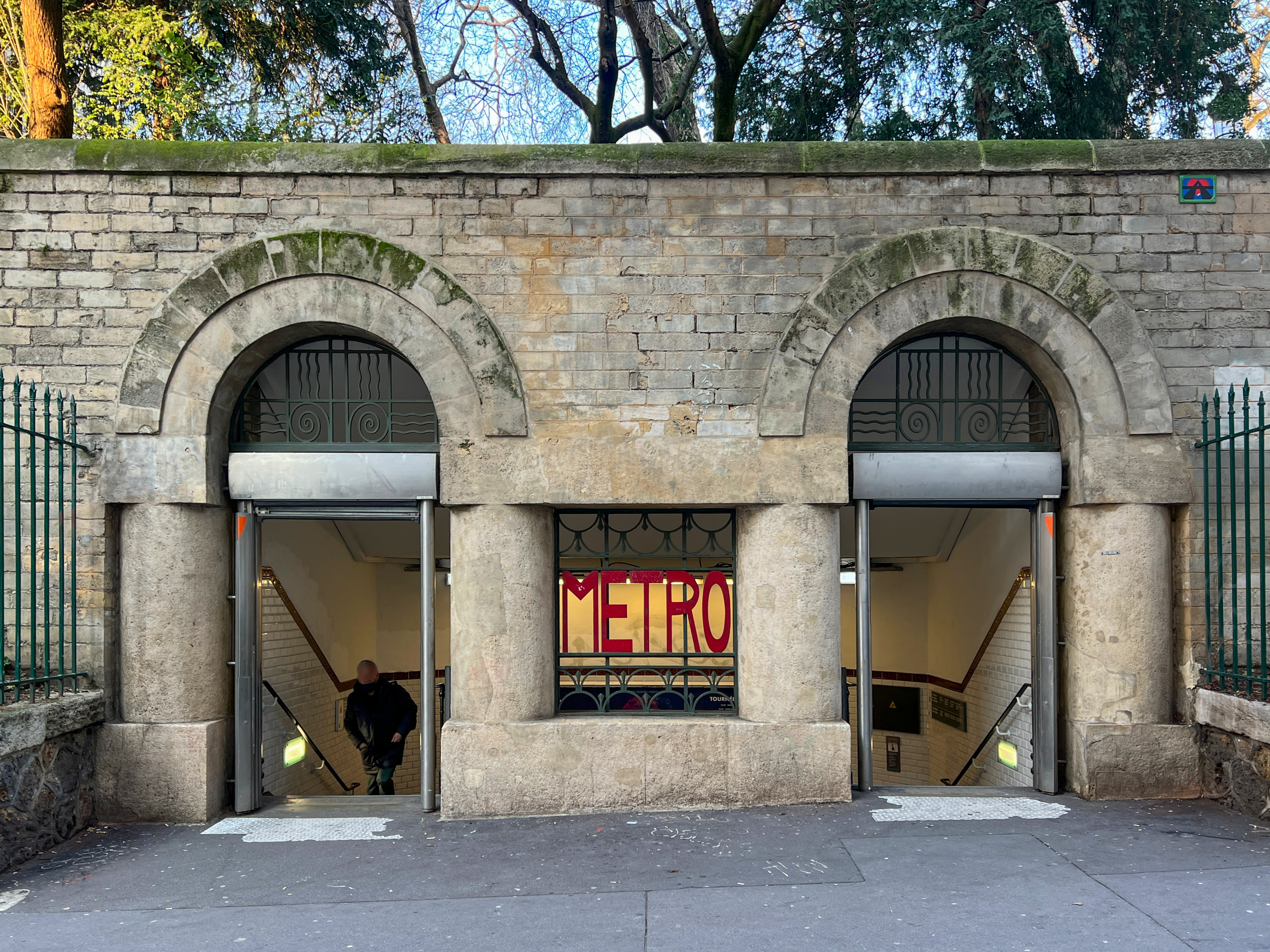
Ovanliga entrén till Place Monge
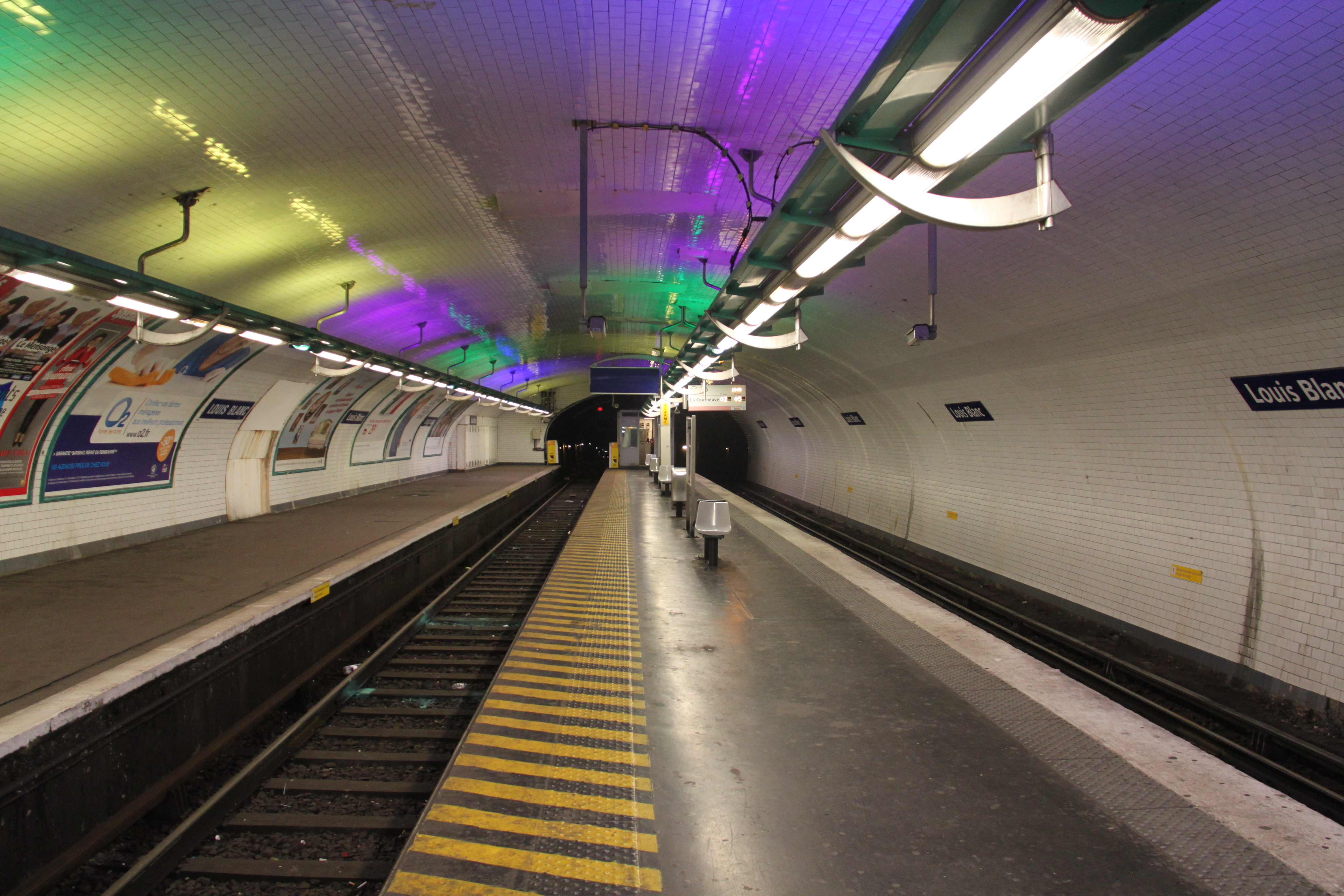
Louis Blanc
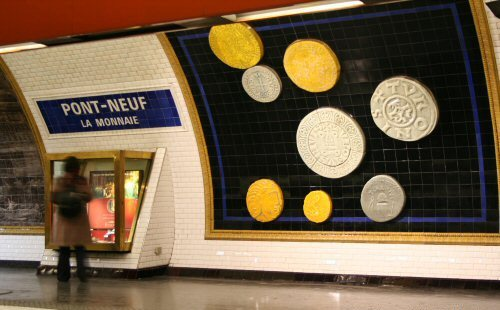
Pont Neuf
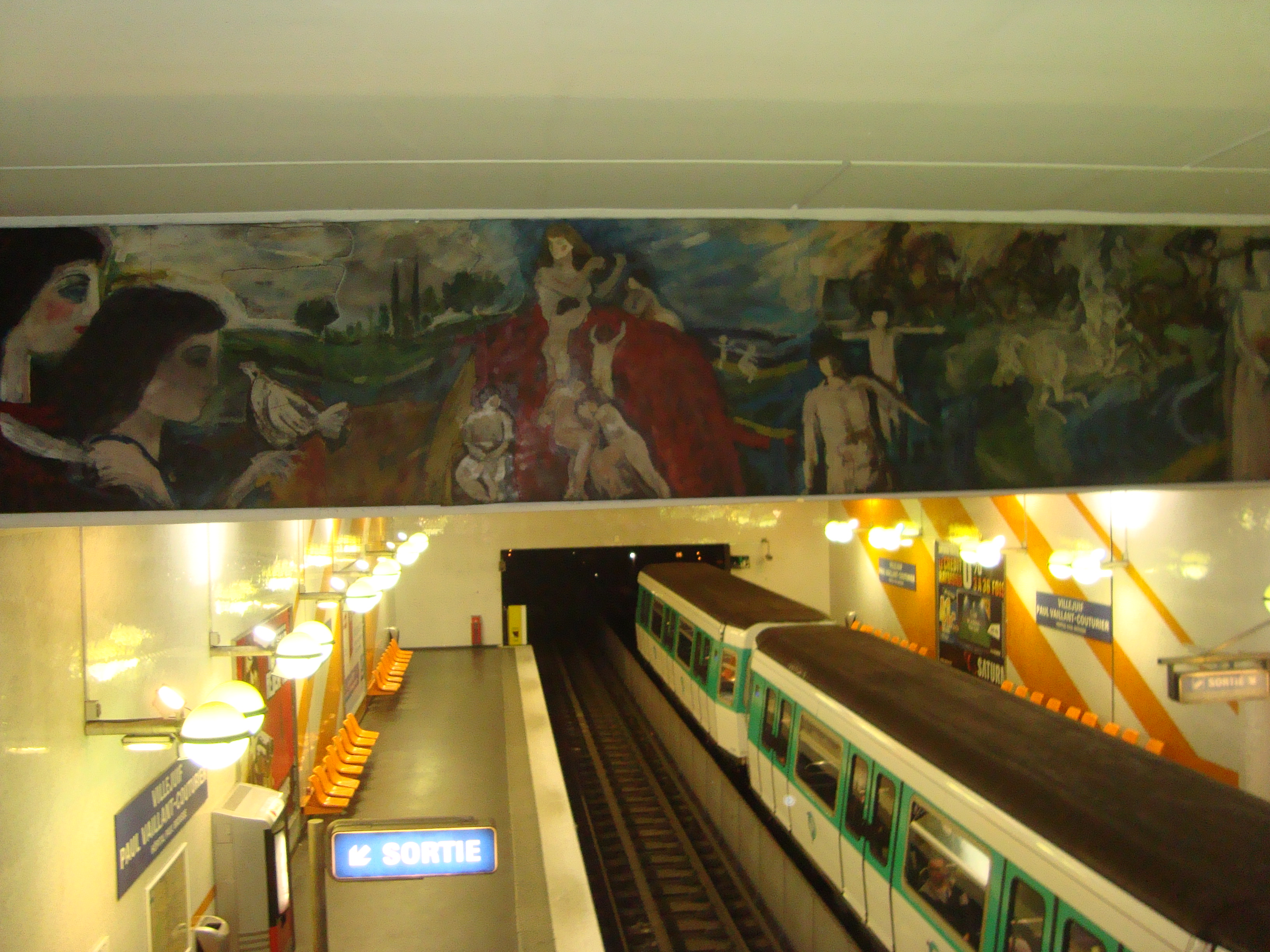
Villejuif – Paul Vaillant-Couturier
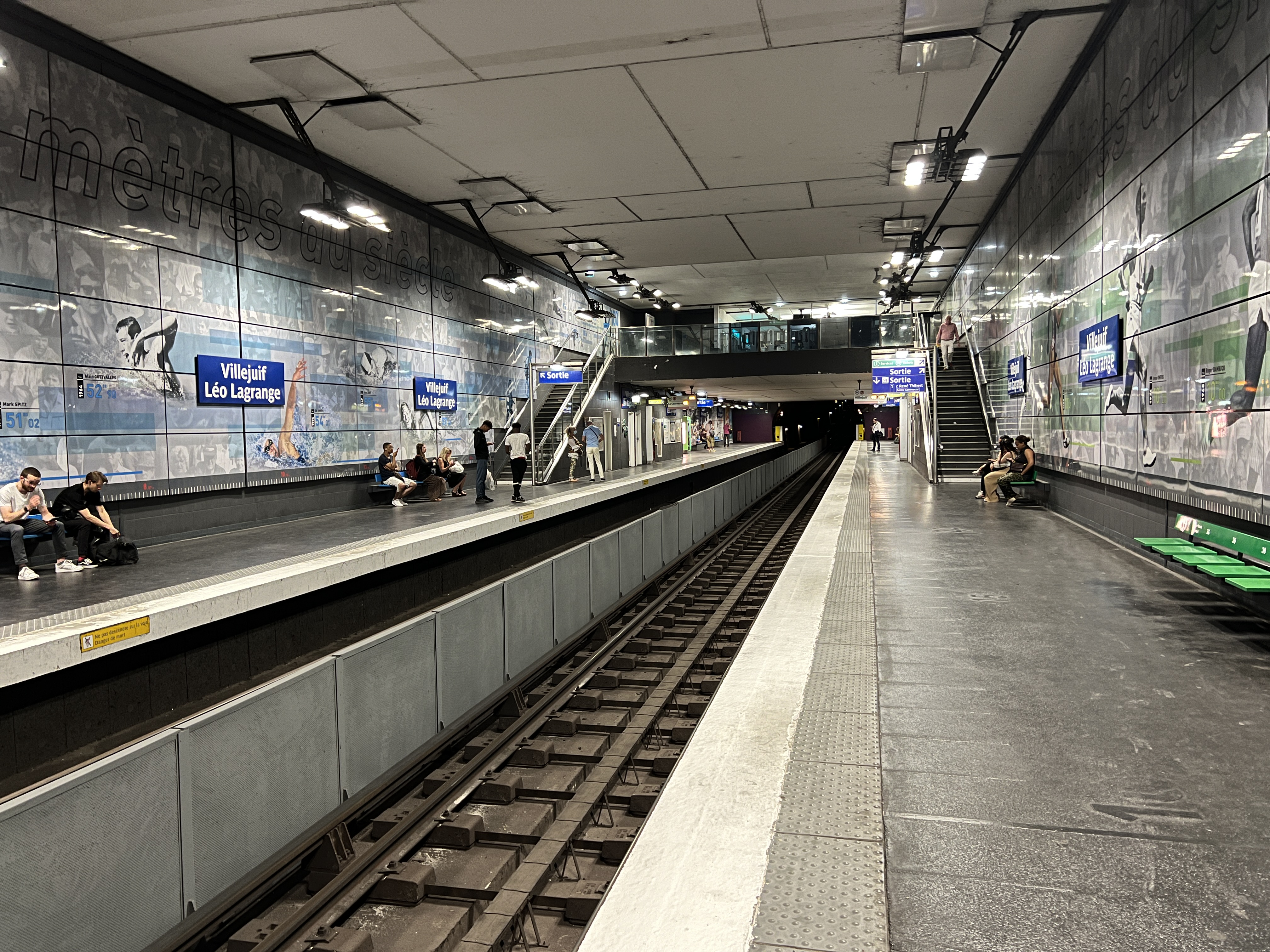
Villejuif – Léo Lagrange med bilder på idrottare
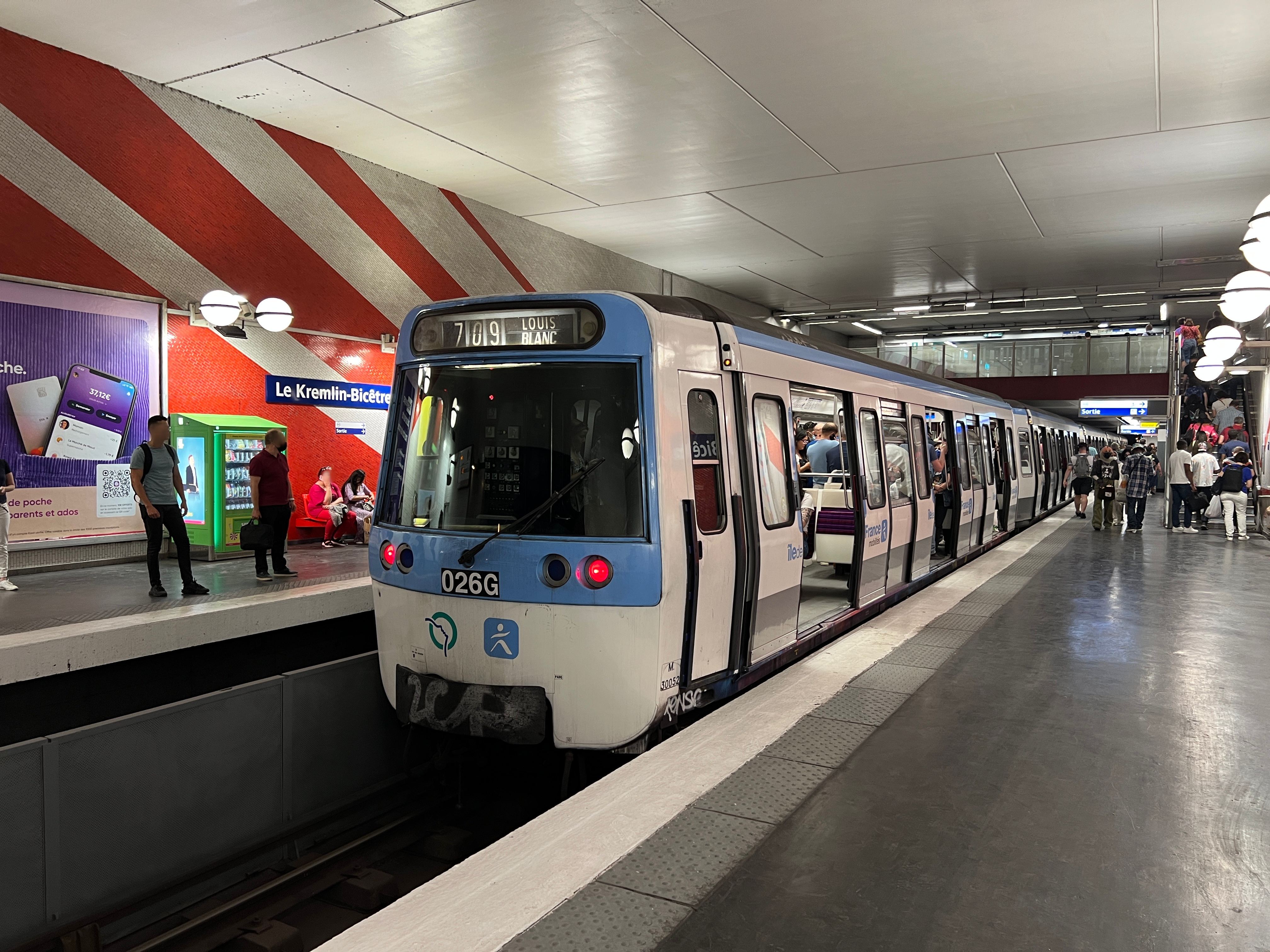
Le Kremlin-Bicêtre